# Баянговь
Баянговь (монг.: Баянговь) сомон в Баянхонгорському аймаці Монголії. Територія 4,66 тис. км²., населення 2,9 тис. осіб. Центр — селище Ургун розташовано на відстані 728 км від Улан-Батора, 241 км від Баянхонгора. Школа, лікарня, культурний та торговельно-обслуговуючий центри.

## Клімат
Клімат різкоконтинентальний. Середня температура січня −20 градусів, серпня +2 градуси. У середньому протягом року випадає 70-200 мм опадів, середня швидкість вітру протягом року 2,5-3,5 м/сек.

## Рельєф
Поверхня гориста. У північно-східній частині високі гори хребта Гобі-Алтай 3000-4000 м у центральній частині гора Улаахан 2006 м. Хартолгой — 1974 м, Хундлун — 1800 м. Найвища точка — гора Тергуун знаходиться на стику сомонів Богд, Баянгобі та Жинст, найнижча точка — 1200 м розташована в південній частині сомону. Річки та джерела Цагаангол, Ердене толгойн булаг, Гурванбулаг, Цагаандрес, Увурдалантуруу, Ноенгол, Муу толгойн, Баян хуувур. Річка Ічеет має льодовикове походження. Пересихаючі неглибокі озера.
В основному степові коричневі ґрунти. У гірській частині ґрунти солончакові, рослинність польова.

## Тваринний світ
Водяться лисиці, вовки, рисі, манули, дикі барани, дикі кози, зайці, антилопи.